# Isabel de Valois, Duquesa de Bourbon
Isabel de Valois (em francês:  Isabelle; Fontainebleau, 1313 — Paris, 26 de julho de 1383)  foi uma nobre francesa. Ela foi duquesa de Bourbon pelo seu casamento com Pedro I de Bourbon. Foi avó materna do rei Carlos VI de França.

## Família
Isabel foi a segunda filha de Carlos de Valois e de sua terceira e última esposa, Matilde de Châtillon.
Os seus avós paternos eram o rei Filipe III de França e Isabel de Aragão. Os seus avós maternos eram o conde Guido IV de Saint-Pol e Maria da Bretanha.
Ela teve uma irmã mais velha, Maria, esposa de Carlos, Duque da Calábria, e dois irmãos mais novos: Branca, esposa do imperador Carlos IV do Sacro Império Romano-Germânico, e Luís, conde de Chartres e senhor de Châteauneuf-en-Thymerais.
Isabel também teve seis meio-irmãos do primeiro casamento do pai com Margarida, Condessa de Anjou, entre eles o rei Filipe IV e Joana, mãe de Margarida II, Condessa de Hainaut, consorte do imperador Luís IV do Sacro Império Romano-Germânico, e da rainha da Inglaterra, Filipa de Hainault. Ela também teve mais quatro meio-irmãos da segunda esposa do pai, Catarina de Courtenay, imperatriz titular de Constantinopla, incluindo Catarina II, sucessora da mãe como imperatriz titular.

## Biografia

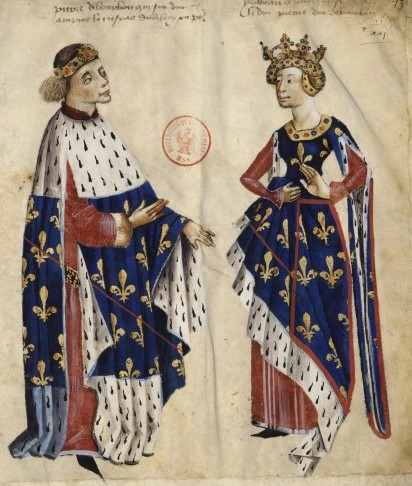
Pedro e Isabel em ilustração do século XV.

Isabel se casou com o futuro duque Pedro de Bourbon, filho mais velho de Luís I de Bourbon e de Maria de Avesnes, em 25 de janeiro de 1336. Ela tinha cerca de 23 anos, e o noivo tinha por volta de 25. O noivado provavelmente foi realizado em 5 de outubro de 1322, em Valenciennes. O casal teve oito filhos, sete meninas e um menino.
Em 1342, Pedro sucedeu aos títulos de duque de Bourbon e de conde de Clermont-en-Beauvaisis, e da Marcha. Ele também ocupava a posição de Grande Camareiro da França. Em 8 de agosto de 1345, o duque se tornou governador geral de Languedoc. Sua saúde mental parece ter sido instável, talvez parte de uma condição hereditária, a qual pode ter se manifestado na sua filha com Isabel, a rainha Joana, esposa de Carlos V de França, mãe de Carlos VI, conhecido como "o Louco".

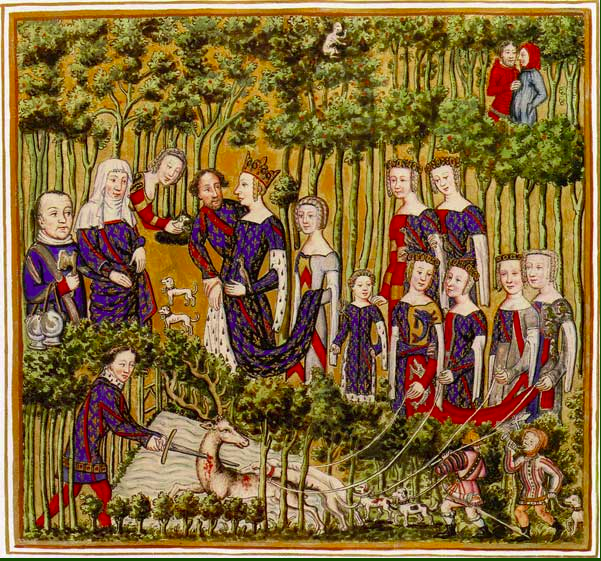
Pintura intitulada "Hommages du comté de Clermont-en-Beauvaisi", que representa o encontro da duquesa Isabel com a filha Joana durante uma caçada, na qual o duque Luís II mata um cervo.

Pedro faleceu em 19 de setembro de 1356, durante a Batalha de Poitiers, parte da Guerra dos Cem Anos.
O mordomo da duquesa era Jean Saulnier, senhor de Thoury-on-Abron, conselheiro e Grande Camareiro da França.
Durante o verão ou outono de 1369, um pequeno grupo de cerca de trinta mercenários gascões, do partido inglês, conseguiu apoderar-se, por meio de artimanhas, do Castelo de Belleperche, onde Isabel morava na época. O filho da duquesa viúva, Luís, que estava na corte, avançou, reuniu tropas e sitiou Belleperche. O cerco durou três meses, e o duque mandou instalar quatro grandes máquinas de cerco que lançavam pedras noite e dia contra a fortaleza, causando grandes danos. Entretanto, uma tropa de guerreiros da estrada de Poitevin e da Aquitânia comandada pelo príncipe Edmundo de Langley, conde de Cambridge, filho do rei Eduardo III de Inglaterra, e por João de Hastings, conde de Pembroke, veio em auxílio dos sitiados e atrasou a captura do castelo. Luís II finalmente conseguiu tomar Belleperche, mas não conseguiu impedir que os soldados Bernardo de la Salle (genro de Barnabé Visconti), Bernardo de Wisk e Hortingo de la Salle escapassem, tomando a duquesa como refém; Isabel só foi libertada em 1372. Este episódio contribuiu muito para a glória do duque.
Algum tempo depois de ficar viúva, Isabel se tornou uma freira no Convento dos Cordeliers, em Paris.
O seu testamento datado de 25 de janeiro de 1379 nomeia o filho primogênito como executor. Isabel faleceu em 26 de julho de 1383, com aproximadamente 70 anos de idade, e foi sepultada na Igreja dos Frades Menores, em Paris.

## Descendência
- Luís II de Bourbon (4 de agosto de 1337 – 19 de agosto de 1410), sucessor do pai. Em 1390, liderou a Cruzada Barbária, junto a República de Gênova, contra o Reino Haféssida, na cidade de Tunes, na atual Tunísia, cujo objetivo era suprimir a pirataria que ocorria em Mádia, mas o cerco não teve sucesso. Luís foi casado com Ana de Forez, com quem teve quatro filhos;
- Joana (3 de fevereiro de 1338 – 6 de fevereiro de 1378), foi consorte do rei Carlos V de França, com quem teve nove filhos;
- Branca (1339 – 14 de maio ou 31 de julho de 1361), foi a primeira esposa do rei Pedro I de Castela, que foi repudiada pelo mesmo e depois envenenada sob as ordens do rei. Não teve filhos;
- Bona (c. 1340/41 ou 1342 – 19 de janeiro de 1402), foi esposa do conde Amadeu VI de Saboia, com quem teve três filhos. Agiu como regente de Saboia em nome do marido, do filho e depois do neto;
- Catarina (1342 – 7 de junho de 1427), foi esposa do conde João VI de Harcourt e de Aumale, com quem teve nove filhos;
- Margarida, Senhora de Albret (1344 – após 4 de janeiro de 1416), foi casada com o senhor Arnaldo Amanieu d'Albret, que anteriormente havia sido noivo de Margarida, filha de Edmundo de Woodstock, 1.º Conde de Kent, e ainda tinha sido noivo da princesa Isabel, filha do rei Eduardo III de Inglaterra.[7] Ela teve três filhos;
- Isabel (n. e m. 1345);
- Maria (1347 – 29 de dezembro de 1401), no ano de 1364 era freira no Priorado da Ordem Dominicana de Poissy, e, em 1390, foi eleita abadessa.